# Gastrolepis alticola
Gastrolepis alticola är en järneksväxtart som beskrevs av Munzinger, Mcpherson och Lowry. Gastrolepis alticola ingår i släktet Gastrolepis och familjen Stemonuraceae. Inga underarter finns listade i Catalogue of Life.